# Urrea de Gaén
Urrea de Gaén es una localidad y municipio español de la provincia de Teruel perteneciente a la comarca del Bajo Martín, Aragón, España. Está englobada en el Bajo Aragón Histórico.
Urrea de Gaén está enmarcado por las fronteras naturales que imponen las sierras ibéricas y el Valle del Ebro. Está situado dentro de la Comarca del Bajo Martín, ente las zonas de la provincia de Zaragoza en la Ribera Baja del Ebro y el Bajo Aragón, en el norte. Hacia el este, te diriges hacia el Bajo Aragón y Alcañiz. En dirección oeste, puedes entrar en el Campo de Belchite y al este limita con las Cuencas Mineras y Andorra al sur.
El nombre del pueblo proviene de Urrea, que es el nombre de una familia cristiana (señores de Urrea), según aparece documentado desde el siglo XII, y de Gaén (Zaén o Zahén que quiere decir emir).
Es el municipio más pequeño de la ruta del tambor y el bombo.

## Demografía
Urrea de Gaén cuenta con una población de 440 habitantes (INE 2024).
| Gráfica de evolución demográfica de Urrea de Gaén entre 1842 y 2021                                                 |
| |
| Población de derecho según los censos de población del INE Población de hecho según los censos de población del INE |

## Administración y política
| Período   | Alcalde                   | Partido |  |
| --------- | ------------------------- | ------- |  |
| 1979-1983 | Pascual Gasque Herrero    | UCD     |  |
| 1983-1987 | Ángel Daniel Tomás Tomás  | PSOE    |  |
| 1987-1991 | Ángel Daniel Tomás Tomás  | PSOE    |  |
| 1991-1995 | Ángel Daniel Tomás Tomás  | PSOE    |  |
| 1995-1999 | Ángel Daniel Tomás Tomás  | PSOE    |  |
| 1999-2003 | Ángel Daniel Tomás Tomás  | PSOE    |  |
| 2003-2007 | Ángel Daniel Tomás Tomás  | PSOE    |  |
| 2007-2011 | Ángel Daniel Tomás Tomás  | PSOE    |  |
| 2011-2015 | Ángel Daniel Tomás Tomás  | PSOE    |  |
| 2015-2019 | Pedro Joaquín Lafaja Sesé | PP      |  |
| 2019-2023 | Pedro Joaquín Lafaja Sesé | PP      |  |

| Partido político    | Partido político                                   | 2003   | 2007   | 2011   | 2015   | 2019   |
| Partido político    | Partido político                                   | Ediles | Ediles | Ediles | Ediles | Ediles |
|                     | Partido Popular de Aragón (PP)                     | 2      | 3      | 3      | 7      | 4      |
|                     | Partido de los Socialistas de Aragón (PSOE-Aragón) | 5      | 4      | 4      | —      | 3      |
|                     | Partido Aragonés (PAR)                             | —      | 0      | 0      | —      | —      |
| Total de concejales | Total de concejales                                | 7      | 7      | 7      | 7      | 7      |

## Patrimonio

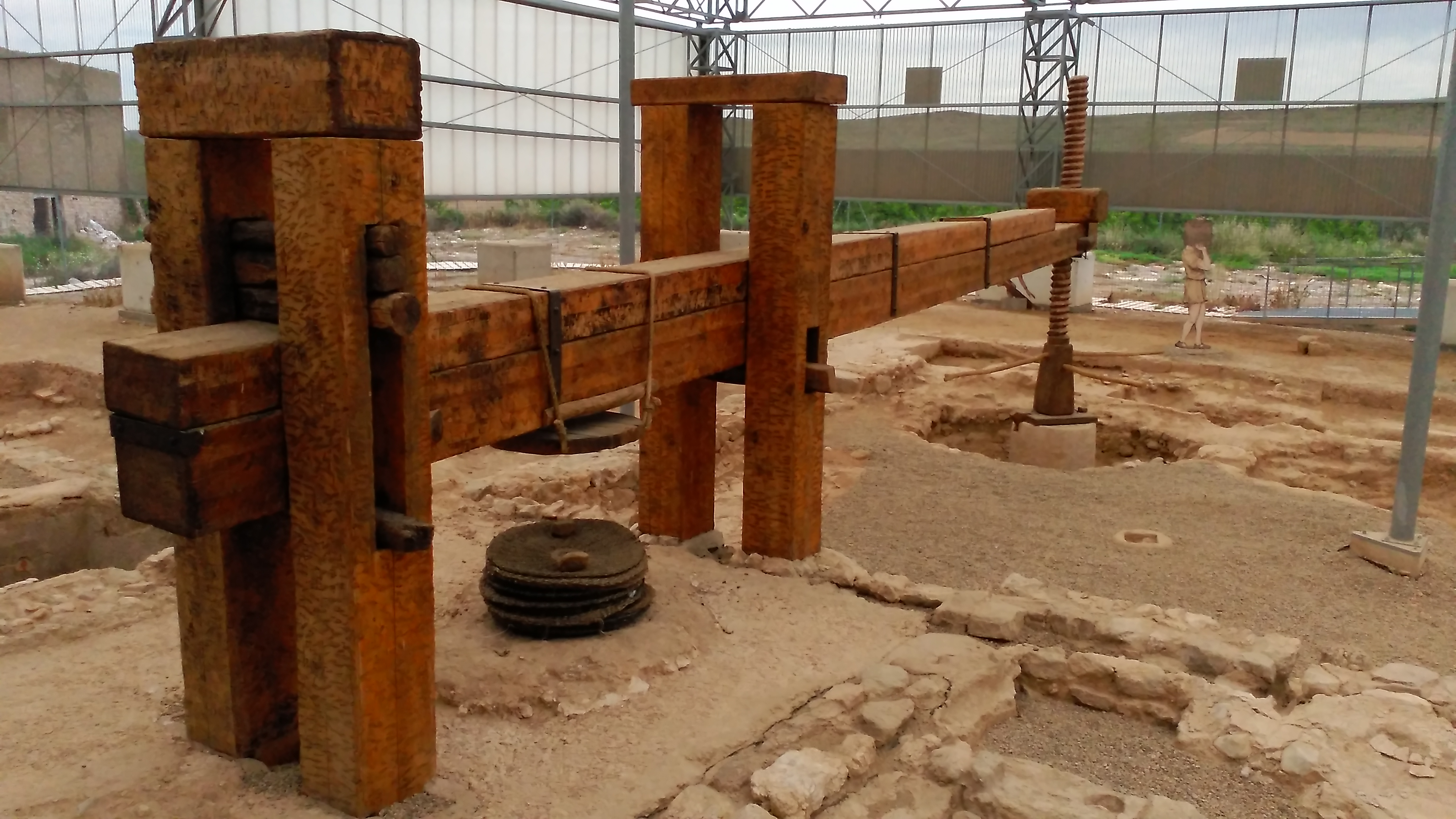
Vista del interior de la villa romana de La Loma del Regadío

- Villa romana de la Loma del Regadío.
- Pueblo íbero.
- Pozo de Las Planas.
- Molino.
- El Azud.
- Casa consistorial, siglo XVIII.
- Iglesia de San Pedro Mártir, siglo XVIII.
- Arco de San Roque, siglo XVII.
- Ermita de Santa Bárbara, siglo XVIII.
- Arco de la Virgen de Arcos, siglo XVIII.
- Museo del Juguete.

## Semana Santa

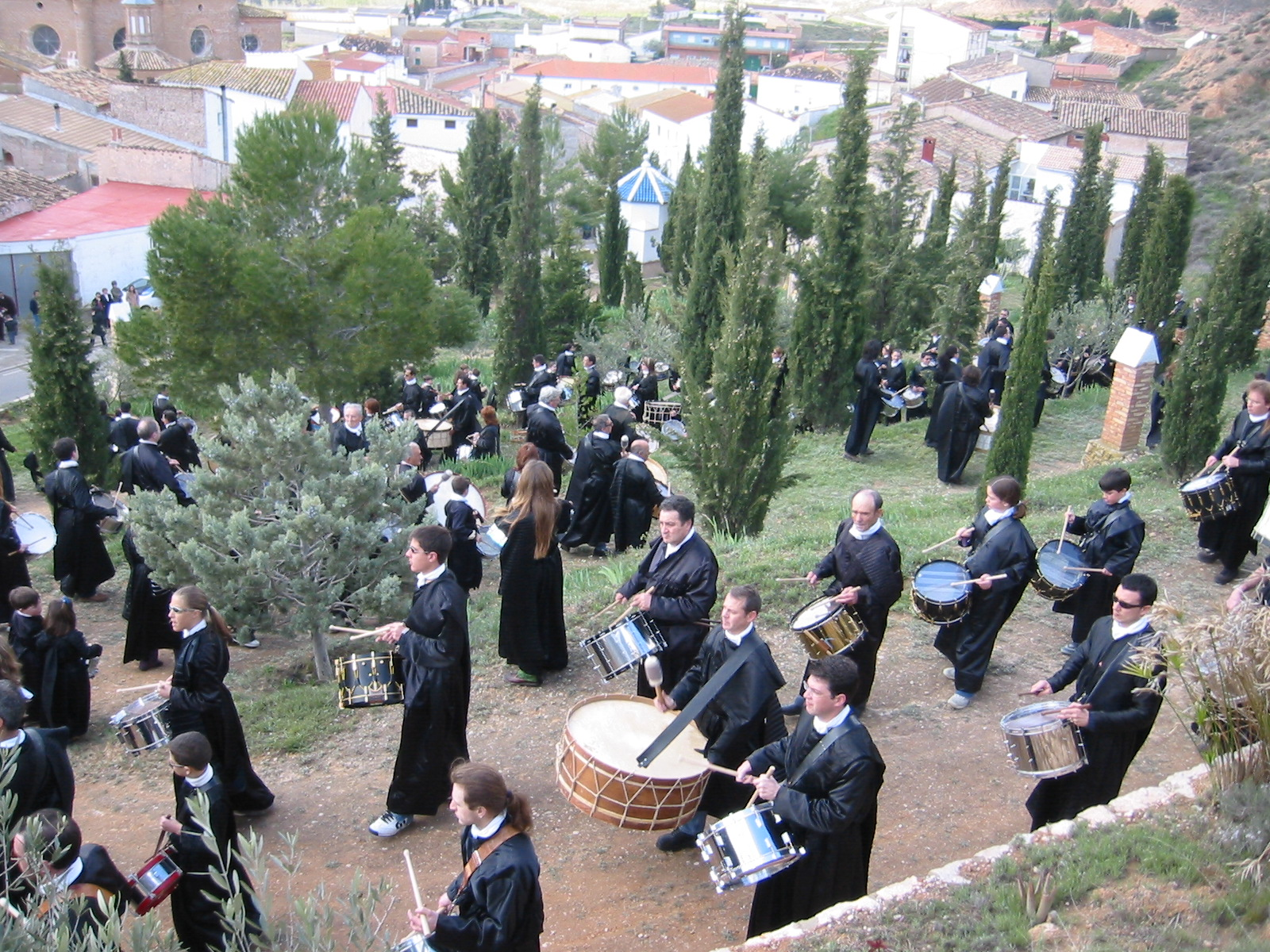
Procesión por el Calvario

La Semana Santa urreana se caracteriza por ser familiar y singular, ya que sus tambores y bombos redoblan por calles y plazas de la que es considerada la última aljama de Aragón. Su configuración urbanística de calles estrechas, paso cubiertos, y pequeñas plazoletas dejan en el ambiente un sonido especial y diferente, difícil de oír en otras localidades.
Los actos más destacados de la Semana Santa en Urrea de Gaén son:

### Martes
- Vía Crucis con el Encuentro a las 22:00.

### Jueves
- Misa de la Última Cena del Señor a las 19:00.
- Hora Santa a las 23:00.
- Romper la Hora a las 24:00.

### Viernes
- Procesión de la Oración del Huerto de los Olivos con el canto de los rosarieros a las 00:30 h.
- Procesión de la Bajada de Imágenes del Monte Calvario a las 11.00
- Procesión del Pregón del Santo Entierro a las 16:00
- Santos Oficios. Celebración de la Pasión de Cristo a las 17:00
- Procesión del Santo Entierro a las 22:00

### Sábado
- Procesión Subida de Imágenes al Monte Calvario a las 11:00
- Fin de toque de tambores a las 20:00
- Vigilia Pascual de la Resurrección del Señor a las 20:30

## Personas ilustres

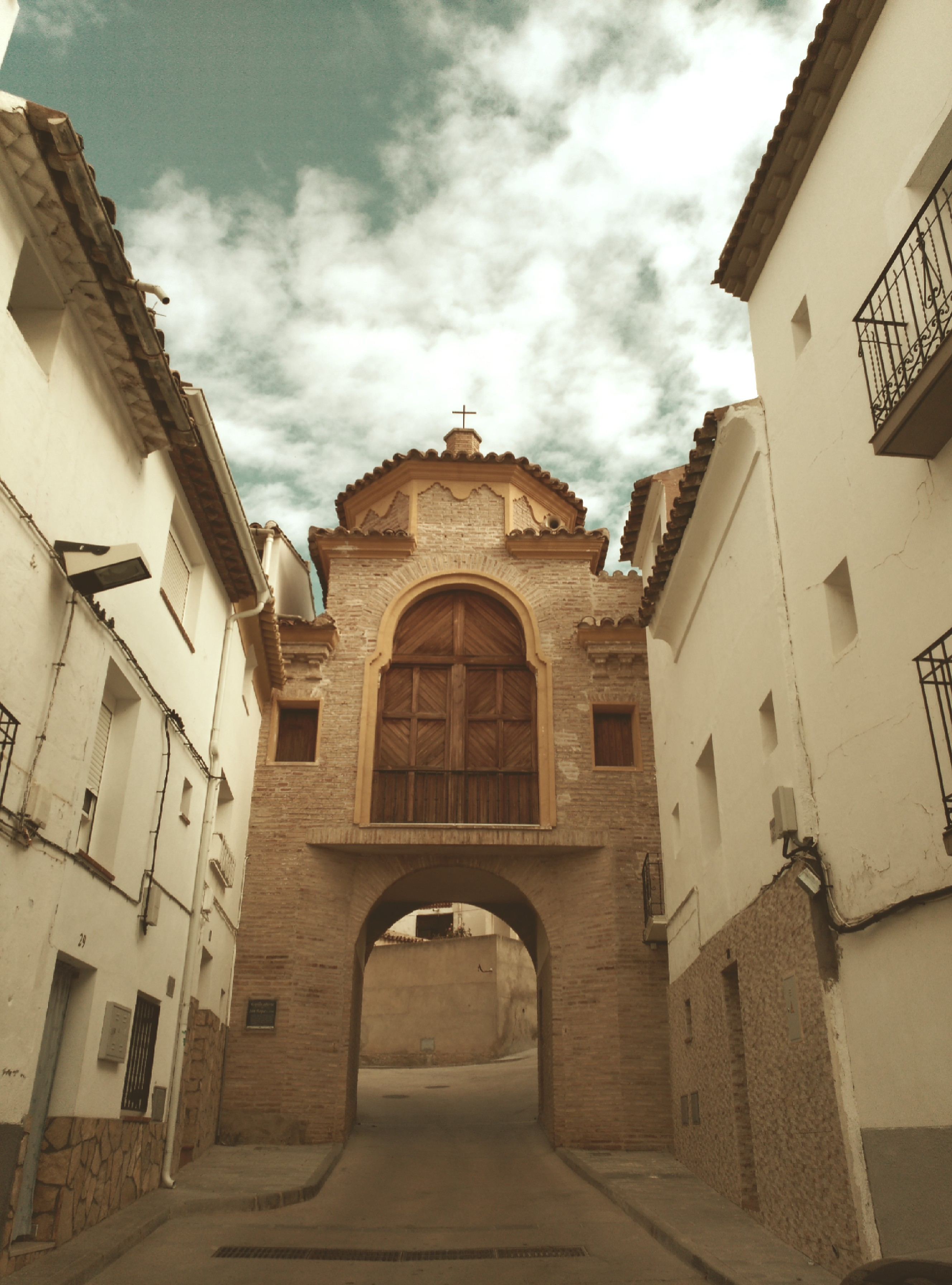
Arco de San Roque

Urrea de Gaén es el pueblo natal de Pedro Laín Entralgo, médico, escritor y humanista, nacido el 15 de febrero de 1908. Presidente de la Real Academia Española. Todavía está en pie su casa natal en la Plaza de España.
También nació en Urrea el general Juan Cabañero y Esponera, que durante las Guerras Carlistas, el 5 de marzo de 1838, atacó la ciudad de Zaragoza, pero fue rechazado por la población. Este hecho se conmemora en la actualidad con la celebración de la Cincomarzada, fiesta local en Zaragoza.
Otro personaje nacido en este pueblo el 24 de febrero de 1866, es Matías Pastor Sancho, que salió muy joven de allí. Tras un periplo de algunos años por el norte de España (Santander, Bilbao) arribó a Zaragoza en 1889. En esa ciudad organizó la Federación Local de Sociedades Obreras y a los socialistas existentes en la ciudad, dirigiendo ambas organizaciones hasta que otras obligaciones se lo impidieron. Fue Presidente de la Junta Electoral, de la Junta Local de Reformas Sociales y de otras instituciones zaragozanas ligadas a la acción social. Se casó en Zaragoza y tuvo cuatro hijos, muriendo el 12 de diciembre de 1921.
Manuel Blasco Laborda, deportista.
Jose Manuel Falcón Martín, naturalista.
José Laín Entralgo, traductor y político español.